# Thang Vượng Hà
Thang Vượng Hà (chữ Hán giản thể: 汤旺河区âm Hán Việt: Thang Vượng Hà khu) là một quận thuộc địa cấp thị Y Xuân, tỉnh Hắc Long Giang, Cộng hòa Nhân dân Trung Hoa. Quận Thang Vượng Hà có diện tích 1263 km², dân số 40.000 người. Mã số bưu chính của Thang Vượng Hà là 153037. Quận Thang Vượng Hà được chia thành 1 nhai đạo biện sự xứ Hà Nam.